# Basketball Bundesliga 2025-26
La Basketball Bundesliga 2025-26, conocida por motivos de patrocinio como easyCredit BBL, será la edición número 60 de la Basketball Bundesliga, la primera división del baloncesto profesional de Alemania. Se desarrollará entre septiembre de 2024 y junio de 2026.

## Formato
Los primeros seis equipos de la temporada regular estarán clasificados para los playoffs, mientras que los clasificados del siete al diez jugarán en un torneo de play-in.

## Equipos

### Ascensos y descensos
La competición vuelve a tener 18 equipos, con el ascenso del Science City Jena como campeón de la ProA, y el Gladiators Trier como vencedor de los playoffs de ascenso. Descendió solo un equipo, el último clasificado de la temporada 2024-25, el BG Göttingen.

### Equipos 2025-2026 y localización
| Equipo                       | Ciudad       | Arena                 | Capacidad |
| ---------------------------- | ------------ | --------------------- | --------- |
| Alba Berlin                  | Berlin       | Mercedes-Benz Arena   | 14,500    |
| Brose Bamberg                | Bamberg      | Brose Arena           | 6,150     |
| Telekom Baskets Bonn         | Bonn         | Telekom Dome          | 6,000     |
| Löwen Braunschweig           | Braunschweig | Volkswagen Halle      | 6,600     |
| Niners Chemnitz              | Chemnitz     | Arena Chemnitz        | 5,200     |
| Skyliners Frankfurt          | Frankfurt    | Süwag Energie ARENA   | 5,002     |
| Hamburg Towers               | Hamburg      | Edel-optics.de Arena  | 3,400     |
| MLP Academics Heidelberg     | Heidelberg   | SNP Dome              | 5,000     |
| Science City Jena            | Jena         | Sparkassen-Arena      | 3,000     |
| MHP Riesen Ludwigsburg       | Ludwigsburg  | MHP-Arena             | 5,300     |
| Mitteldeutscher BC           | Weißenfels   | Stadthalle Weißenfels | 3,000     |
| Bayern Munich                | Munich       | Audi Dome             | 6,700     |
| EWE Baskets Oldenburg        | Oldenburg    | Große EWE Arena       | 6,069     |
| Rostock Seawolves            | Rostock      | Stadthalle Rostock    | 4,550     |
| Vet-Concept Gladiators Trier | Trier        | SWT-Arena             | 5,495     |
| ratiopharm Ulm               | Ulm          | Arena Ulm/Neu-Ulm     | 6,000     |
| Rasta Vechta                 | Vechta       | Rasta Dome            | 3,140     |
| s.Oliver Würzburg            | Würzburg     | s.Oliver Arena        | 3,140     |

## Temporada regular

### Clasificación
| Pos. | Equipo                        | PJ | G | P | GF | GC | DG | Pts | Clasificación o descenso |
| ---- | ----------------------------- | -- | - | - | -- | -- | -- | --- | ------------------------ |
| 1    | Bamberg Baskets               | 0  | 0 | 0 | 0  | 0  | 0  | 0   | Playoffs                 |
| 2    | Alba Berlin                   | 0  | 0 | 0 | 0  | 0  | 0  | 0   | Playoffs                 |
| 3    | Telekom Baskets Bonn          | 0  | 0 | 0 | 0  | 0  | 0  | 0   | Playoffs                 |
| 4    | Basketball Löwen Braunschweig | 0  | 0 | 0 | 0  | 0  | 0  | 0   | Playoffs                 |
| 5    | Niners Chemnitz               | 0  | 0 | 0 | 0  | 0  | 0  | 0   | Playoffs                 |
| 6    | Skyliners Frankfurt           | 0  | 0 | 0 | 0  | 0  | 0  | 0   | Playoffs                 |
| 7    | Veolia Towers Hamburg         | 0  | 0 | 0 | 0  | 0  | 0  | 0   | Play-in                  |
| 8    | MLP Academics Heidelberg      | 0  | 0 | 0 | 0  | 0  | 0  | 0   | Play-in                  |
| 9    | Science City Jena             | 0  | 0 | 0 | 0  | 0  | 0  | 0   | Play-in                  |
| 10   | MHP Riesen Ludwigsburg        | 0  | 0 | 0 | 0  | 0  | 0  | 0   | Play-in                  |
| 11   | Syntainics MBC                | 0  | 0 | 0 | 0  | 0  | 0  | 0   |                          |
| 12   | Bayern Munich                 | 0  | 0 | 0 | 0  | 0  | 0  | 0   |                          |
| 13   | EWE Baskets Oldenburg         | 0  | 0 | 0 | 0  | 0  | 0  | 0   |                          |
| 14   | Rostock Seawolves             | 0  | 0 | 0 | 0  | 0  | 0  | 0   |                          |
| 15   | Vet-Concept Gladiators Trier  | 0  | 0 | 0 | 0  | 0  | 0  | 0   |                          |
| 16   | Ratiopharm Ulm                | 0  | 0 | 0 | 0  | 0  | 0  | 0   |                          |
| 17   | Rasta Vechta                  | 0  | 0 | 0 | 0  | 0  | 0  | 0   | Descenso a ProA          |
| 18   | FIT/One Würzburg Baskets      | 0  | 0 | 0 | 0  | 0  | 0  | 0   | Descenso a ProA          |

 Fuente: BBL
Criterios de clasificación: 1) puntos; 2) puntos en enfrentamientos directos; 3) puntos de diferencia en enfrenatmientos directos; 4) puntos totales anotados en enfrentamientos directos.

### Resultados
| Local \ Visitante             | BAM | BER | BON | BRA | CHE | FRA | HAM | HEI | HEI | JEN | LUD | MUN | OLD | ROS | TRI | ULM | VEC | WUR |
| ----------------------------- | --- | --- | --- | --- | --- | --- | --- | --- | --- | --- | --- | --- | --- | --- | --- | --- | --- | --- |
| Bamberg Baskets               | —   |     |     |     |     |     |     |     |     |     |     |     |     |     |     |     |     |     |
| Alba Berlin                   |     | —   |     |     |     |     |     |     |     |     |     |     |     |     |     |     |     |     |
| Telekom Baskets Bonn          |     |     | —   |     |     |     |     |     |     |     |     |     |     |     |     |     |     |     |
| Basketball Löwen Braunschweig |     |     |     | —   |     |     |     |     |     |     |     |     |     |     |     |     |     |     |
| Niners Chemnitz               |     |     |     |     | —   |     |     |     |     |     |     |     |     |     |     |     |     |     |
| Skyliners Frankfurt           |     |     |     |     |     | —   |     |     |     |     |     |     |     |     |     |     |     |     |
| Veolia Towers Hamburg         |     |     |     |     |     |     | —   |     |     |     |     |     |     |     |     |     |     |     |
| MLP Academics Heidelberg      |     |     |     |     |     |     |     | —   |     |     |     |     |     |     |     |     |     |     |
| MLP Academics Heidelberg      |     |     |     |     |     |     |     |     | —   |     |     |     |     |     |     |     |     |     |
| Science City Jena             |     |     |     |     |     |     |     |     |     | —   |     |     |     |     |     |     |     |     |
| MHP Riesen Ludwigsburg        |     |     |     |     |     |     |     |     |     |     | —   |     |     |     |     |     |     |     |
| Bayern Munich                 |     |     |     |     |     |     |     |     |     |     |     | —   |     |     |     |     |     |     |
| EWE Baskets Oldenburg         |     |     |     |     |     |     |     |     |     |     |     |     | —   |     |     |     |     |     |
| Rostock Seawolves             |     |     |     |     |     |     |     |     |     |     |     |     |     | —   |     |     |     |     |
| Vet-Concept Gladiators Trier  |     |     |     |     |     |     |     |     |     |     |     |     |     |     | —   |     |     |     |
| Ratiopharm Ulm                |     |     |     |     |     |     |     |     |     |     |     |     |     |     |     | —   |     |     |
| Rasta Vechta                  |     |     |     |     |     |     |     |     |     |     |     |     |     |     |     |     | —   |     |
| FIT/One Würzburg Baskets      |     |     |     |     |     |     |     |     |     |     |     |     |     |     |     |     |     | —   |